# Giovanni Battista Ruoppolo

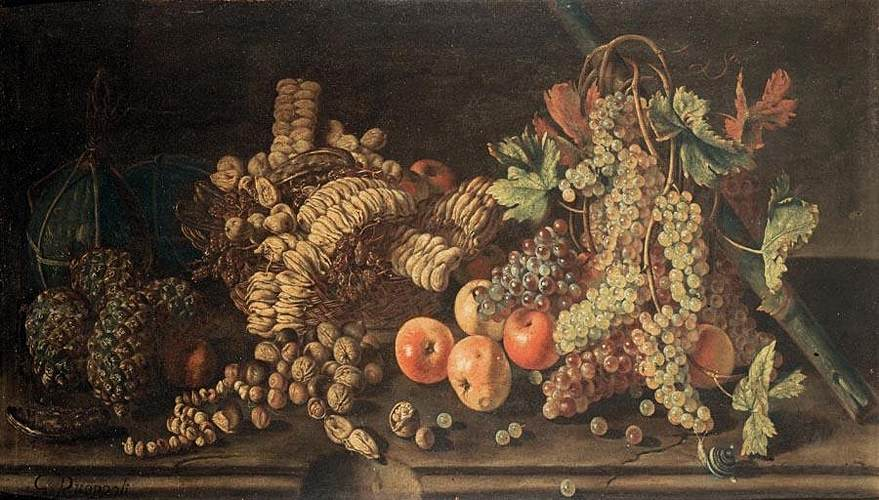
Natura morta de fruits

Giovanni Battista Ruoppolo (Nàpols, 1629 - 1693) va ser un pintor italià del barroc, deixeble de Paolo Porpora (1617-1673).

## Obres
Es va especialitzar en natures mortes, i assolí gran èxit amb les seves obres, que eren molt sol·licitades en el mercat de l'art, i fou reconegut com un dels millors artistes de Nàpols a la segona meitat del segle xvii. Un dels seus mecenes va ser Ferdinando Vandeneynden, banquer flamenc establert a Nàpols.
Les seves obres de joventut tenen un característic tenebrisme que recorda Caravaggio; més endavant el seu estil va evolucionar, aproximant-se a un barroquisme més elaborat i decoratiu.
El seu germà Carlo Ruoppolo va ser també pintor, igual que el seu nebot Giuseppe Ruoppolo. De vegades, s'han produït confusions en les atribucions de les seves obres amb l'artista Giuseppe Recco, que posseeix les mateixes inicials GBR.